# Что, если…? (2-й сезон)
Второй сезон американского телесериала «Что, если…?» (2021), основанный на одноимённой серии комиксов издательства Marvel Comics. 
Каждый из эпизодов раскрывает, что могло бы случиться, если бы ключевые события фильмов киновселенной произошли иначе, чем в оригинальной вселенной. Действие сериала разворачивается в медиафраншизе «Кинематографическая вселенная Marvel» (КВМ) и он напрямую связан с фильмами и телесериалами франшизы. Производством сезона занимается Marvel Studios, главным сценаристом выступила Э.С. Брэдли, а режиссёром — Брайан Эндрюс.
Джеффри Райт озвучит Наблюдателя — рассказчика событий. Многие актёры фильмов киновселенной озвучат своих персонажей. Разработка сезона началась в декабре 2019 года.
Премьера второго сезона состоялась 22 декабря 2023 года на стриминговом сервисе Disney+. Сезон состоит из 9 эпизодов, каждый из которых выпускался ежедневно до 30 декабря 2023 года. Сезон стал частью Пятой фазы КВМ.

## Эпизоды
| № общий | № в сезоне | Название | Режиссёр      | Автор сценария             | Дата премьеры   |
| ------- | ---------- | --- | ------------- | -------------------------- | --------------- |
| 10      | 1          | «What If… Nebula Joined the Nova Corps?» «Что, если… Небула присоединилась бы к Корпусу Нова?»                          | Стефан Франк  | Мэттью Чонси               | 22 декабря 2023 |
| 11      | 2          | «What If… Peter Quill Attacked Earthʼs Mightiest Heroes?» «Что, если… Питер Квилл напал бы на Величайших героев Земли?» | Брайан Эндрюс | Мэттью Чонси               | 23 декабря 2023 |
| 12      | 3          | «What If… Happy Hogan Saved Christmas?» «Что, если… Хэппи Хоган спас бы Рождество?»                                     | Брайан Эндрюс | Эшли Брэдли и Мэттью Чонси | 24 декабря 2023 |
| 13      | 4          | «What If… Iron Man Crashed Into the Grandmaster?» «Что, если… Железный человек влетел бы в Грандмастера?»               | Брайан Эндрюс | Эшли Брэдли                | 25 декабря 2023 |
| 14      | 5          | «What If… Captain Carter Fought the Hydra Stomper?» «Что, если… Капитан Картер сразилась бы с «Крушителем „Гидры“»?»    | Брайан Эндрюс | Эшли Брэдли                | 26 декабря 2023 |
| 15      | 6          | «What If… Kahhori Reshaped the World?» «Что, если… Каххори изменила бы мир?»                                            | Брайан Эндрюс | Райан Литтл                | 27 декабря 2023 |
| 16      | 7          | «What If… Hela Found the Ten Rings?» «Что, если… Хела нашла бы Десять колец?»                                           | Брайан Эндрюс | Мэттью Чонси               | 28 декабря 2023 |
| 17      | 8          | «What If… The Avengers Assembled in 1602?» «Что, если… Мстители собрались бы в 1602 году?»                              | Брайан Эндрюс | Эшли Брэдли и Райан Литтл  | 29 декабря 2023 |
| 18      | 9          | «What If… Strange Supreme Intervened?» «Что, если… Верховный Стрэндж вмешался бы?»                                      | Брайан Эндрюс | Мэттью Чонси               | 30 декабря 2023 |

Во втором сезоне появилась Пегги Картер / Капитан Картер, чья история была продолжена после эпизода «What If… the Watcher Broke His Oath?» в новом эпизоде «What If… Captain Carter Fought the Hydra Stomper?». В сезоне также введён новый оригинальный персонаж — Каххори, представительница коренного населения Северной Америки до европейской колонизации.

## Актёры и персонажи

### В главных ролях
- Джеффри Райт — Наблюдатель:
Представитель внеземной расы Наблюдателей, который наблюдает за мультивселенной[6]. Главный сценарист А. С. Брэдли сказала, что Наблюдатель «выше всего остального», и сравнил персонажа со зрителем, смотрящим видео «крыса с пиццей», наблюдающим и не вмешивающимся, «без какой-либо заинтересованности в том, чтобы подружиться с крысой, жить среди крыс или делать то, что делает крыса… Таковы отношения Наблюдателя с человечеством»[7]. Роль Наблюдателя была уподоблена роли Рода Серлинга в сериале «Сумеречная зона» (1959)[8]. Райт подошёл к персонажу аналогично роли в игровом кино, узнавая как можно больше о Наблюдателе, чтобы его голос отражал «уникально мощное, всевидящее, мудрое присутствие персонажа». Райт предпочёл использовать современный американский акцент, а не то, чтобы персонаж звучал как «какой-нибудь старый затхлый парень с оксфордским образованием где-нибудь в гостиной эпохи тюдоров»[8]. Исполнительный продюсер Брэд Виндербаум описал персонажа как «большего, чем жизнь, с непостижимо огромной силой», но, несмотря на это, с человеческим сердцем, чувствуя, что вокальное исполнение Райта вдохновляет чувство человечности при объяснении вещей[9]. Помимо своих исследований в появлениях Уату в комиксах, Райт также черпал вдохновение в тоне, визуальных эффектах и анимации сериала, чтобы помочь развить голос персонажа[10]. Имя «Уату» из комиксов не используется в сериале, потому что это означало бы, что за событиями сериала наблюдало несколько существ, когда Брэдли вместо этого хотела сосредоточиться на повествовании «Наблюдателя», наблюдающего за различными персонажами и реалиями и как они влияют на него[11]

### Повторяющиеся и приглашённые звёзды

#### С эпизода 1 — «What If… Nebula Joined the Nova Corps?»
- Карен Гиллан — Небула[12];
- Джуд Лоу — Йон-Рогг[12];
- Питер Серафинович — Гартан Саал[12];
- Сет Грин — Утка Говард[12];
- Тайка Вайтити — Корг[12];
- Фред Таташор — Грут и  Дракс[12];
- Джулианна Гроссман — Ирани Раэль / Нова Прайм[12];
- Майкл Рукер — Йонду Удонта.

#### С эпизода 2 — «What If… Peter Quill Attacked Earthʼs Mightiest Heroes?»
- Майкл Дуглас — Хэнк Пим / Человек-муравей[13];
- Хейли Этвелл — Пегги Картер[13];
- Джон Слэттери — Говард Старк[13];
- Лоуренс Фишберн — Билл Фостер / Голиаф[13];
- Атандва Кани[англ.] — Т’Чака / Чёрная пантера[13];
- Себастиан Стэн — Джеймс «Баки» Барнс / Зимний солдат[13];
- Курт Рассел — Эго[13];
- Мадлен Макгроу[англ.] — Хоуп ван Дайн[13];
- Мейс Монтгомери Миксел — Питер Квилл[13];
- Кери Томбациан — Мар-Велл / доктор Венди Лоусон[13];
- Джин Фарбер[англ.] — Василий Карпов[англ.];

#### С эпизода 3 — «What If… Happy Hogan Saved Christmas?»
- Джон Фавро — Гарольд «Хэппи» Хоган / Фрик[14];
- Кэт Деннингс — Дарси Льюис[14];
- Коби Смолдерс — Мария Хилл[14];
- Сэм Рокуэлл — Джастин Хаммер[14];
- Крис Хемсворт — Тор[14];
- Марк Руффало — Брюс Бэннер / Халк[14];
- Джереми Реннер — Клинт Бартон / Соколиный глаз[14];
- Джош Китон — Стив Роджерс / Капитан Америка[14];
- Лейк Белл — Наташа Романофф / Чёрная вдова[14];
- Мик Уингерт[англ.] — Тони Старк / Железный человек[14];
- Росс Маркуанд — В.Е.Р.Н.Е.Р.[14];
- Исаак Робинсон-Смит — Сергей;
- Мэттью Уотерсон — Расти.

#### С эпизода 4 — «What If… Iron Man Crashed Into the Grandmaster?»
- Синтия Макуильямс — Гамора;
- Тесса Томпсон — Валькирия;
- Джефф Голдблюм — Грандмастер;
- Рэйчел Хаус — Топаз
- Джош Бролин — Танос.

#### С эпизода 5 — «What If… Captain Carter Fought the Hydra Stomper?»
- Сэмюэл Л. Джексон — Ник Фьюри;
- Фрэнк Грилло — Брок Рамлоу;
- Рэйчел Вайс — Мелина Востокофф / Чёрная вдова;
- Бернард Уайт[англ.] — Консул Син;
- Элизабет Олсен — Ванда Максимофф / Ванда-Мерлин.

#### С эпизода 6 — «What If… Kahhori Reshaped the World?»
- Девери Джейкобс[англ.] — Каххори[15];
- Киавентио — Уата[15];
- Джереми Уайт — Атаракс[15];
- Габриэль Ромеро[англ.] — конкистадор Родриго Альфонсо Гонзоло[15];
- Каролина Равасса[англ.] — Королева Изабелла[15];
- Клэнси Браун — Суртур;
- Джефф Бергман — Один;
- Бенедикт Камбербэтч — Верховный Стивен Стрэндж.

#### С эпизода 7 — «What If… Hela Found the Ten Rings?»
- Кейт Бланшетт — Хела[16];
- Феодор Чин[англ.] — Сюй Венву[16];
- Идрис Эльба — Хеймдалл[16][17];
- Лорен Том — Дзяйи[16];
- Майкл Хагивара — Сюнюань;
- Лив Замора — Хела в детстве.

#### Эпизод 8 — «What If… The Avengers Assembled in 1602?»
- Том Хиддлстон — Локи;
- Пол Радд — Скотт Лэнг.

#### Эпизод 9 — «What If… Strange Supreme Intervened?»
- Стэнли Туччи — Абрахам Эрскин.

## Производство

### Разработка
В декабре 2019 года президент Marvel Studios Кевин Файги сообщил, что работа над вторым сезоном «Что, если…?», содержащим 10 эпизодов была начата. Однако из-за задержек в производстве, вызванных пандемией COVID-19 во время создания первого сезона, было объявлено, что первые два сезона будут состоять из девяти эпизодов каждый. Исполнительный продюсер Брэд Уиндербаум пояснил, что предполагаемый десятый эпизод первого сезона, в центре которого были версии Тони Старка и Гаморы, впервые показанные в финальном эпизоде первого сезона, не был бы завершен вовремя и будет включен во второй сезон. Продолжительность эпизодов будет составлять около 30 минут. Э. С. Брэдли и Брайан Эндрюс вернулись в качестве главного сценариста и режиссёра соответственно.

### Сценарий
В начале разработки второго сезона Капитан Картер стала тем персонажем, к которому сценаристы хотели возвращаться каждый сезон, чтобы продолжить её историю после того, как она «вспыхнула» в первом сезоне в качестве значимого персонажа. Некоторые из 20 концепций, не выбранных из первоначальных 30-ти первого сезона, появятся во втором, причем Уиндербаум отметил, что с тех пор, как они были задуманы, «мир изменился, изменилась и вымышленная вселенная Marvel», что позволит представить и новые идеи. Эндрюс отметил, что после первого сезона, в котором концепция «Что, если…?» представляла собой лишь небольшие изменения по сравнению с уже существующей. Последующие сезоны стали «расширяться» за пределы этих небольших моментов и «становиться немного более странными». В сезон вошли эпизод, основанный на ограниченной серии комиксов Marvel 1602; эпизод, в котором герои фильма «Шан-Чи и легенда десяти колец» (2021) сражаются с Асгардом; эпизод с гонками Валькирии, Железного человека и Грандмастера на планете Сакаар из фильма «Тор: Рагнарёк» (2017), а также эпизод с пожилыми Стивом Роджерсом и Пегги Картер, воссоединившимися после фильма «Мстители: Финал» (2019). Персонажи, появившиеся в Четвёртой фазе КВМ, также будут представлены в сезоне, где будут показаны альтернативные сюжетные линии фильмов Четвёртой фазы. Работа над всеми эпизодами сезона была завершена к октябрю 2021 года. Тогда же Брэдли заявила, что сезон будет в большей степени посвящён раскрытию новых сторон персонажей КВМ, а не большим историям в стиле «давайте покончим с миром» из первого сезона. Было также заявлено, что в этом сезоне зрители «немного углубятся» в то, что заставляет Наблюдателя «работать».
В сезоне появится оригинальный персонаж MCU по имени Каххори — молодая женщина из племени ирокезы, которая пытается открыть свои способности после падения Тессеракта на территории конфедерации Хауденосауни в доколониальной Америке. Marvel Studios, Брайан Эндрюс и сценарист эпизода Райан Литтл работали с представителями народности ирокезов, чтобы обеспечить культурную точность при создании персонажа и обстановки. Диалоги в эпизоде ведутся на языке ирокезов.

### Подбор актёров и озвучивание
В качестве рассказчика событий выступит Джеффри Райт в роли Наблюдателя, представителя инопланетной расы Наблюдателей, наблюдающего за Мультивселенной. В каждом эпизоде представлены различные версии персонажей из фильмов MCU, причем многие актёры повторили свои роли в сериале. В январе 2021 года Фрэнк Грилло сообщил, что он вернётся в феврале того же года для озвучивания Брока Рамлоу в новых эпизодах сезона. Синтия Макуильямс и Мик Вингерт вернулись к озвучиванию Гаморы и Тони Старка соответственно из финального эпизода первого сезона, который был вырезан из первого сезона из-за задержек в производстве, а также Хейли Этвелл и Лейк Белл в ролях Пегги Картер / Капитана Картер и Наташи Романофф / Чёрной вдовы, соответственно. Джуд Лоу, Питер Серафинович, Лоуренс Фишберн, Кейт Бланшетт и Сэм Рокуэлл озвучили сыгранных ими ранее в КВМ персонажей соответственно Йон-Рогга, Гартана Саала, Билла Фостера / Гиганта, Хелу и Джастина Хаммера. Атандва Кани озвучил молодого Т’Чаку, ранее сыгранного им в фильме «Чёрная пантера», а Мадлен Макгроу — юную Хоуп ван Дайн, ранее сыгранную ей в фильме «Человек-муравей и Оса». Джулианна Гроссман озвучила Ирани Раэль / Нову Прайм вместо Гленн Клоуз, Кери Томбациан озвучила Мар-Велл вместо Аннетт Бенинг. Мейс Монтгомери Миксел озвучил юного Питера Квилла. Девери Джейкобс, сыгравшая Бонни в сериале КВМ «Эхо», озвучила Каххори — оригинального персонажа мультсериала.

### Музыка
Лора Карпман вновь выступит в роли композитора, к ней также присоединится её жена Нора Кролл-Розенбаум. В эпизоде с Каххори звучит традиционная музыка племени Ирокезов.

## Маркетинг
Подробности сезона обсуждались на анимационной панели Marvel Studios на выставке San Diego Comic-Con 2022, где был показан первый эпизод «What If… Captain Carter Fought the Hydra Stomper?».

## Показ
Премьера второго сезона состоялась 22 декабря 2023 года под Рождество на стриминговом сервисе Disney+, сам сезон состоит из девяти эпизодов, каждый из которых выпускался каждый день, вплоть до 30 декабря 2023 года. Первоначально было объявлено, что второй сезон выйдет в начале 2023 года, но к февралю 2023 года стало известно, что премьера в этом году маловероятна, поскольку Disney и Marvel Studios пересматривают свои планы по выпуску фильмов. сентябре была объявлена дата выхода — конец декабря 2023 года. Сезон стал частью Пятой фазы КВМ.

## Реакция
На сайте-агрегаторе рецензий Rotten Tomatoes второй сезон сериала имеет 83 % на основе 18 отзывов со средней оценкой 7,6/10. На сайте Metacritic второй сезон получил среднюю оценку 78 из 100 на основе 5 отзывов, что означает «в целом благоприятные отзывы».